# Konstantin Rudenko
Konstantin Walerjewicz Rudenko, ros. Константин Валерьевич Руденко (ur. 23 lipca 1981 w Ust-Kamienogorsku, Kazachska SRR) – kazachski hokeista, reprezentant Kazachstanu.
Jego brat Bogdan (ur. 1977) także był hokeistą.

## Kariera klubowa
- Awangard 2 Omsk (1997-1998)
- Siewierstal 2 Czerepowiec (1998-1999)
- SKA Sankt Petersburg (1999-2000)
- Łokomotiw Jarosław (2000-2011)
- Atłant Mytiszczi (2011-2012)
- Barys Astana (2012-2016)

Wychowanek Torpedo Ust-Kamienogorsk. Przez wiele lat występował w klubach rosyjskich, w tym 11 sezonów w Łokomotiwie Jarosław. Od lipca 2012 zawodnik rodzimego, kazachskiego klubu Barys Astana. Zwolniony z klubu w czerwcu 2016.
Uczestniczył w turnieju mistrzostw świata w 2015.

## Sukcesy
Reprezentacyjne
- Awans do MŚ Elity: 2015

Klubowe
- Złoty medal mistrzostw Rosji: 2002, 2003 z Łokomotiwem Jarosław
- Srebrny medal mistrzostw Rosji: 2008, 2009 z Łokomotiwem Jarosław
- Brązowy medal mistrzostw Rosji: 1998, 1999, 2005, 2011 z Łokomotiwem Jarosław
- Drugie miejsce w Pucharze Kontynentalnym: 2003 z Łokomotiwem Jarosław

Indywidualne
- KHL (2014/2015):
  - Piąte miejsce w klasyfikacji minut kar w sezonie zasadniczym: 92
- Mistrzostwa Świata w Hokeju na Lodzie 2015/I Dywizja#Grupa A:
  - Trzecie miejsce w klasyfikacji strzelców turnieju: 3 gole[4]
  - Szóste miejsce w klasyfikacji asystentów turnieju: 3 asysty[5]
  - Trzecie miejsce w klasyfikacji kanadyjskiej turnieju: 6 punktów[6]
  - Czwarte miejsce w klasyfikacji +/- turnieju: +6[7]
  - Jeden z trzech najlepszych zawodników reprezentacji w turnieju[8]